# Extra (Supermarkt)
Extra (Eigenschreibweise: extra) war eine Handelskette mit rund 250 Filialen in Deutschland, die seit 2009 zu Rewe gehört. Am 16. März 2009 wurden alle Extra-Märkte in Rewe-Märkte außer in Dortmund und in Neumarkt Oberpfalz (Bayern) umgeflaggt. Regionale Schwerpunkte von extra waren Norddeutschland, Berlin, Nordrhein-Westfalen und Rheinland-Pfalz. Lebensmittel machten rund 90 Prozent des Sortiments aus. Extra führte Produkt-Programme führender Markenartikel-Hersteller und zuletzt die Rewe-Eigenmarken wie beispielsweise „ja!“, „REWE“ und „REWE Bio“.

## Unternehmen
Extra-Märkte waren in Städten und Gemeinden ab 8.000 Einwohnern zu finden. Die Filialen befanden sich schwerpunktmäßig in Nordrhein-Westfalen, Rheinland-Pfalz, Niedersachsen und Berlin und waren meist 2.000 bis 3.000 m² groß. Ebenfalls zu Extra gehörten und seit 1. Juli 2008 zu Rewe gehören rund 60 Bolle- und Comet-Märkte. Sie wurden im Franchise-System geführt. Die jeweiligen Einzelhändler nutzen dabei die Logistik und den zentralen Einkauf über Rewe, sind aber selbstständig tätig.

## Geschichte
Der erste Extra-Verbrauchermarkt wurde 1970 von der Schaper-Gruppe in Düren eröffnet. Das weitere Hauptfilialnetz beschränkte sich vorerst auf Niedersachsen und Nordrhein-Westfalen. Im Jahr 1975 wurden über die extra Handelsgesellschaft acht Discountmärkte geführt, vor allem in Städten in Norddeutschland, die für Verbrauchermärkte zu klein waren. In diesen Discountmärkten bot man ca. 3000 Artikel an. Über die extra SB-Warenhausgesellschaft wurden im selben Jahr Discount- und Verbrauchermärkte in Westdeutschland betrieben. Zeitgleich wurde das Handelsunternehmen Contzen übernommen. Unternehmensgründer Johann Contzen eröffnete bereits 1860 einen Lebensmittelgroßhandel, der 1945 nach Düren zog. Das Unternehmen, das bereits ab 1966 Partner der Schaper-Gruppe war, fungierte als VéGé-Zentrale West und betrieb Lebensmittelmärkte mit rund 2.000 m² Fläche unter dem Namen EKZ. Die EKZ-Standorte wurden 1975 auf Extra umgeflaggt. Mit 4.500 m² Fläche eröffnete Extra in Köln-Mülheim das erste SB-Warenhaus. Die Schaper-Gruppe wurde 1987 in die Asko-Gruppe eingegliedert; somit gehörte Extra ab 1996 zum Metro-Konzern. Im folgenden Jahr belief sich der Umsatz der Vertriebslinie auf 6,05 Mrd. Mark.
Mit der Übernahme der Kriegbaum-Gruppe zum 1. März 1998 durch die Metro wurden infolgedessen Verbrauchermärkte von 1.500 bis etwa 4.000 m² Verkaufsfläche im Jahr 1999 auf Extra umgeflaggt, größere Märkte sowie die Multi Center wurden zu Real-Standorten. Ebenso 1999 begann ein umfassendes Repositionierungsprogramm der Kette. Für das Geschäftsjahr 2000 konnte ein Umsatz von 2,9 Milliarden Euro gemeldet werden.
Mitte 2003 beschäftigte Extra rund 14.000 Mitarbeiter, die Anzahl der Märkte belief sich auf rund 500 Standorte. Im April 2003 verkündete die Metro eine umfassende Restrukturierung der Vertriebslinie. Grund war vor allem der ausbleibende Gewinn. Im Jahr 2004 wurden daher die Verwaltungen der Lebensmittelunternehmen Real und Extra zusammengeführt, die Vertriebslinien traten jedoch auf dem Markt weiterhin getrennt auf. Zudem wurden etwa 20 Märkte mit einer Verkaufsfläche, die 4.000 m² überstieg, an Real abgegeben, 70 Märkte mit einer Verkaufsfläche die kleiner als 1.000 m² war, an das Franchisesystem Bolle bzw. Comet. Mit Wirkung zum 1. Januar 2005 verkaufte die Metro AG 119 Extra-Standorte, welche vor allem in Süddeutschland angesiedelt waren an die Rewe. Im selben Schritt wurden 16 Filialen auf Real umgeflaggt. Bereits im Vorfeld wurden 32 unrentable Filialen geschlossen, sodass sich die Filialanzahl am Ende des dritten Quartals 2004 auf 443 belief, weitere 18 Standorte wurden in den kommenden Monaten abgewickelt.
Am 1. Juli 2008 übernahm der Kölner Handelskonzern Rewe die restlichen Extra-Verbrauchermärkte mit 9.700 Mitarbeitern von der Metro AG. Das Bundeskartellamt genehmigte den Kauf am 28. März 2008 ohne Auflagen. Der Name Extra verschwand zum 16. März 2009, ab 2011 ebenso die Franchisemarken Comet und Bolle durch Umflaggung der Märkte auf Rewe, Toom-Verbrauchermarkt und Kaufpark (Vertriebsschiene der Rewe Dortmund).

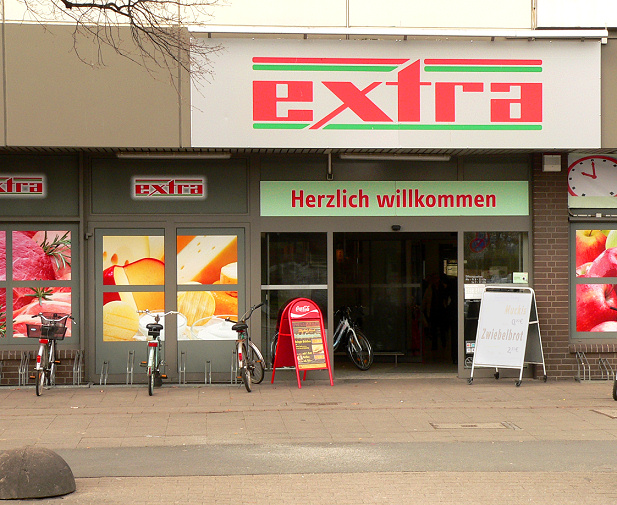
Ehemaliger Extra-Markt in Hannover, 2009 auf Rewe umgeflaggt
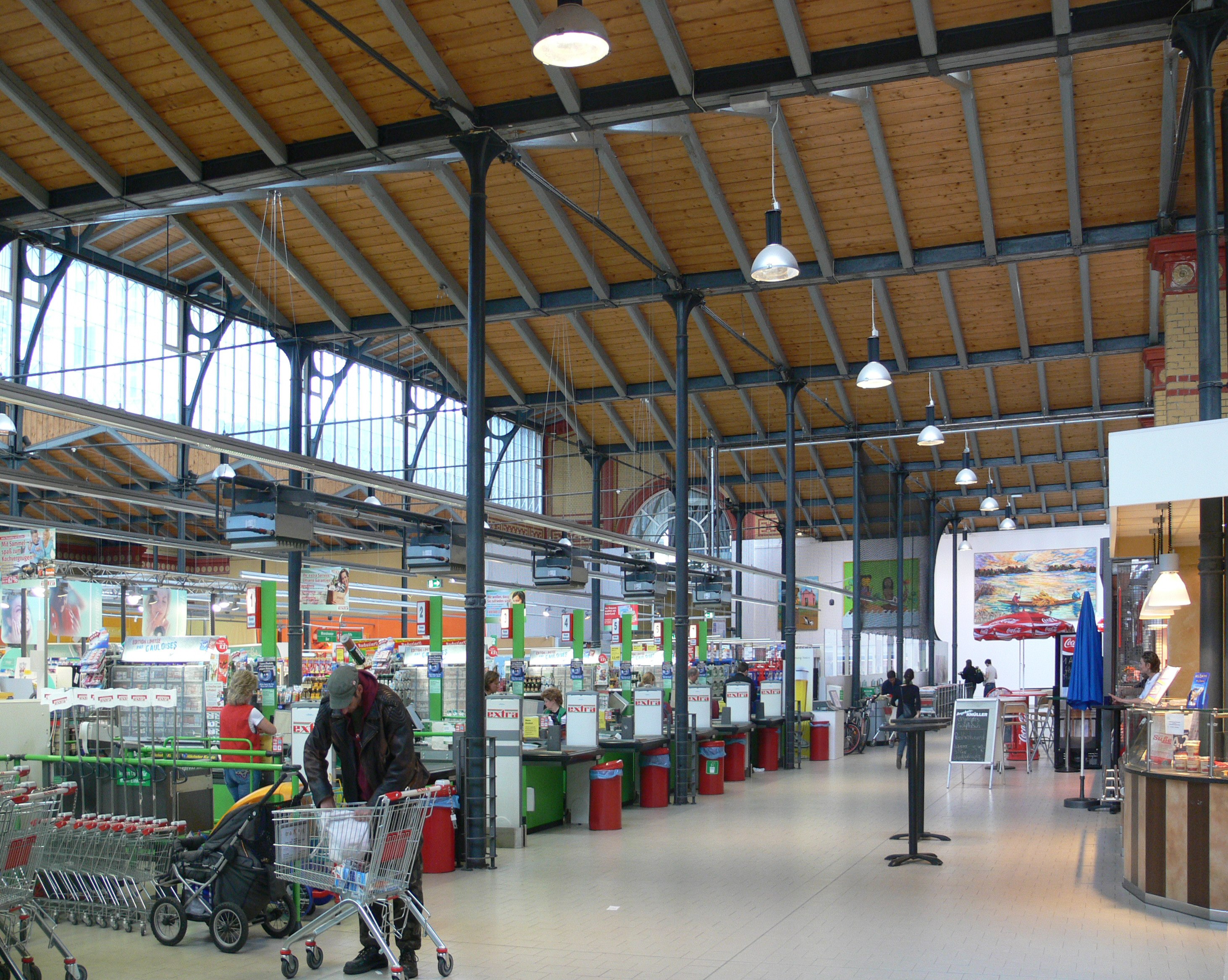
Vorkassenzone des Extra-Marktes in der Ackerhalle in Berlin-Mitte, Mai 2008
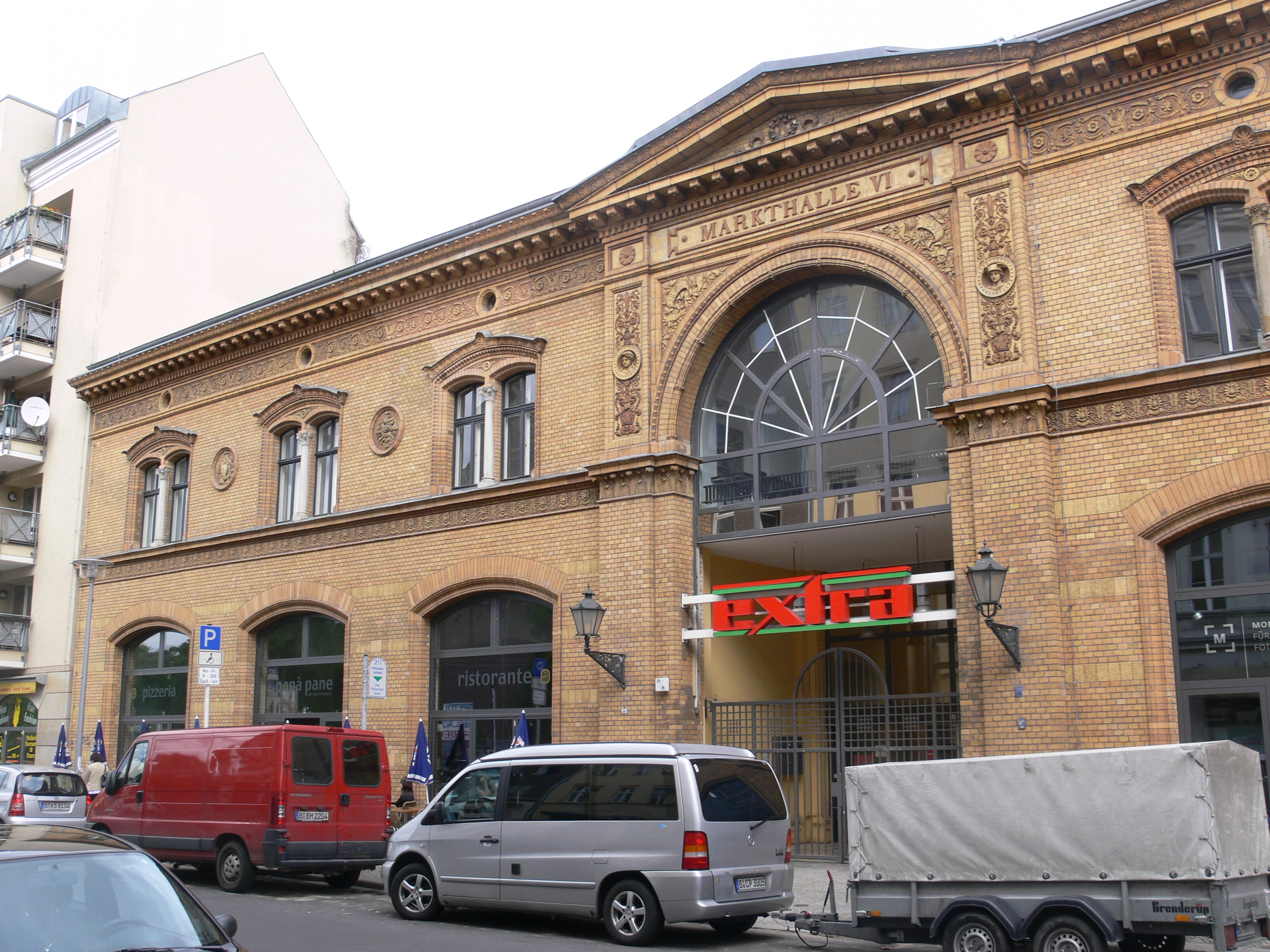
Die Ackerhalle in Berlin-Mitte mit Extra-Logo, Mai 2008

### Extra-Baumärkte
Der erste Baumarkt unter dem Namen Extra wurde 1977 in Zülpich eröffnet. Seine Fläche betrug rund 1.700 m². Nach Übernahme der Schaper-Gruppe durch Asko wurden 1991 der Einkauf der Asko-Tochter Praktiker und der Extra-Baumärkte zusammengelegt. Ab 1992 folgte die Umflaggung des Großteils der Märkte auf die Marke Praktiker. So flaggten 22 Standorte auf Praktiker um. Nur sechs Märkte bestanden fort, alle von Franchisern betrieben. Eine neue Ausrichtung folgte nach einem Gutachten im Jahr 1995. Laut diesem sollte der Fokus der Extra-Baumärkte auf Standorte außerhalb von Ballungsräumen mit einer Fläche zwischen 3.000 und 4.000 m² gerichtet werden. 1998 wird das Baumarktgeschäft gesellschaftlich von der Extra Verbrauchermärkte GmbH an die Praktiker Baumärkte GmbH übertragen.
Im Jahr 2001 bestanden 38 Franchisemärkte unter dem Namen Extra Bau & Hobby (Eigenschreibweise: extra BAU&HOBBY). Neben den eigenständigen Filialen war die Zentrale mit Sitz in Kerpen-Sindorf für sechs Heimwerkerabteilungen in Extra-Verbrauchermärkten sowie für die Belieferung von 29 Top-Baumärkten zuständig. Mit der Insolvenz und Zerschlagung von Praktiker im Jahr 2013 verschwand auch die Marke Extra aus dem Baumarktsegment. Einzig der Standort in Zülpich besteht fort, steht heute allerdings nicht mehr in Verbindung mit den ehemaligen Eigentümern.

### Extra Future Store
Am 28. April 2003 wurde der Extra Future Store der Metro Group in Rheinberg durch Claudia Schiffer, eine gebürtige Rheinbergerin, eröffnet. Im Future Store sollten neue Technologien und Verkaufskonzepte praxisnah mit echten Kunden erprobt werden. Der mit 3.855 m² Verkaufsfläche ausgestattete Markt wurde ursprünglich am 2. November 1977 als Extra-Verbrauchermarkt eröffnet und zwischen dem 11. Februar 2003 und dem 12. April 2003 umgebaut. 2004 arbeiteten 124 Mitarbeitende im Markt. Der Extra Future Store wurde im Mai 2008 durch den Real Future Store in Tönisvorst abgelöst und ist heute ein REWE-Center, nachdem dieser vorher bereits als Kaufpark auftrat.

### Test von Selbstbedienungskassen
Neben herkömmlichen Bedienungskassen wurden seit 2004 in einigen Märkten Selbstbedienungskassen, sogenannte SB-Kassen, eingesetzt. Kunden scannten an vier Terminals ihre Ware selbst und stellten diese in Plastiktaschen auf eine Waage zur Kontrolle des Gesamtgewichts. Je vier Kunden beziehungsweise Terminals wurden gleichzeitig von einem Servicemitarbeiter betreut. Wurden beispielsweise Artikel gekauft, die dem Jugendschutzgesetz unterlagen, mussten diese vom Servicemitarbeiter freigegeben werden. Eine Alarmsicherung sollte jeglichen Diebstahl unterbinden. Nach der Übernahme durch Rewe wurde das Konzept der SB-Kassen zunächst verworfen.